# 雨、蒸氣與速度——大西部鐵路
《雨、蒸氣與速度——大西部鐵路》（英語：Rain, Steam, and Speed – The Great Western Railway）是英國藝術家威廉·透纳於1844年創作的油畫， 同年首次在皇家藝術學院展出，今典藏於倫敦國家美術館。
此畫展現透納在靜態畫面中傳達速度感的藝術能力，是其風格中重要而獨特的特徵之一。作品結合自然力量與科技進步，構築出與崇高概念相呼應的情感張力，為19世紀對現代性與自然關係的視覺詮釋之一。

## 背景
本作創作於工業革命晚期，當時英國社會正迅速由農業經濟轉型為以機械製造為核心的維多利亞時代工業社會。 鐵路是工業化進程中最具象徵性的創新之一，其引入不僅改變了經濟結構，也徹底改寫了人們的生活節奏與空間感知。
透納是少數將工業進展視為可納入藝術主題的畫家之一， 此作正象徵現代科技以勢不可擋之姿向人類世界推進。
大西部鐵路是英國19世紀眾多私人鐵路公司之一，創立宗旨在於推動嶄新交通方式的建設與拓展。此畫廣泛被認為描繪的是由伊桑巴德·金德姆·布鲁内尔設計、於1839年完工的梅登黑德鐵路橋。該橋橫跨泰晤士河，位於塔普洛（Taplow）與梅登黑德之間，是透納三十年間反覆探訪與描繪的地點之一。 畫面視角朝東，面向倫敦方向。

## 描述

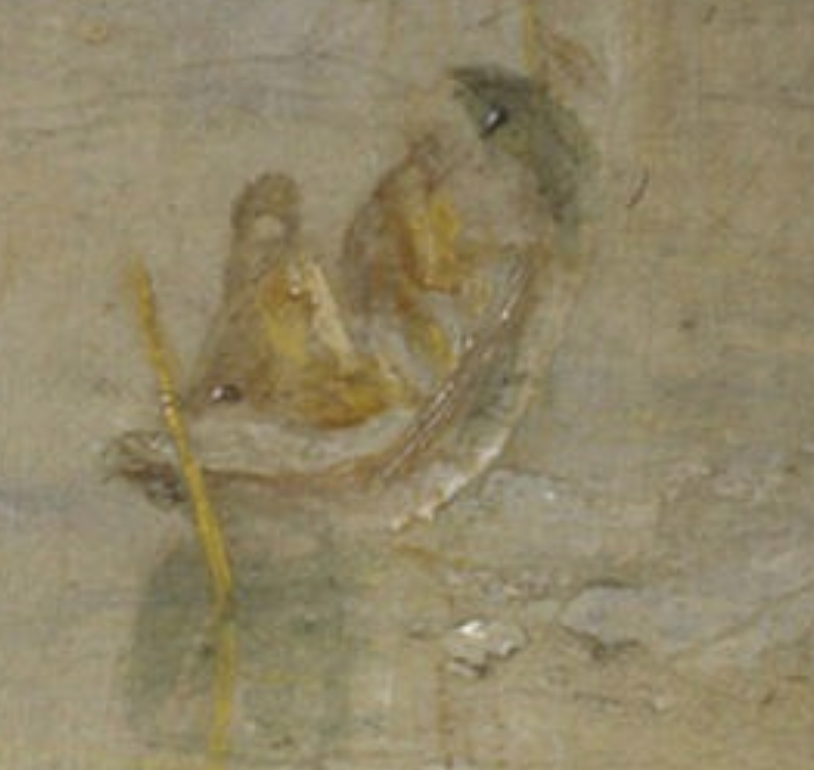
畫面左下角的船隻細節，漂浮於橋下河面之上。

畫面描繪一列火車穿越鄉間、迎面疾駛而來的情景，背景為夏季暴雨中的自然景致。列車與橋梁籠罩在雨絲與蒸汽交織而成的朦朧氛圍中，兩側則是金黃的田野風光。
畫中列車與橋體雖為構圖核心，卻只以簡略筆觸勾勒，幾近融入周圍雨霧與蒸汽之中。水面升騰的霧氣、籠罩天際的降雨與火車所噴出的蒸汽彼此混融，使整體色彩趨於一致，展現出視覺上的統一與流動感。
畫面左下角可見一對情侶正於河面划船，顯示鐵橋下方即為泰晤士河段。右下角則描繪一隻歐洲野兔奔跑於鐵軌之上，被解讀為速度與驚懼的象徵。火車頭冒出三縷蒸汽，依序向後延伸，第一縷最為明顯，後方兩縷則逐漸模糊於遠方，強化列車高速行進的動感。 有觀點認為這些蒸汽線條象徵了「速度」，也可能暗示風勢將其吹散，而橋上橫向的灰色筆觸則暗示這股強風的存在。
透納亦在列車車廂中描繪了揮手的人群，營造出搭乘火車作為一種現代社交與休閒活動的氣氛，回應當時火車旅行新奇且尚未普及的社會文化背景。

### 藝術技法
透納常以短促而有力的筆觸，從髒污的調色盤中直接將顏料抹於畫布上，營造出具有氛圍感的色調，並從底色中逐步塑造出畫面形象。 在畫面中央及右上角，透納運用了調色刀以厚塗法（impasto）堆疊顏料。 為了表現雨勢，他用鏝刀將帶有污垢的灰泥塗抹於畫布上；陽光則從厚重而混濁的鉻黃塊面中閃耀而出。 此外，透納以冷色調的深紅湖色（crimson lake）描繪陰影部分，而蒸汽機車內部雖呈現紅光，其實可能是以鈷藍與豌豆綠混色繪製。 從構圖上來看，畫面形式安排均衡，結構幾何感強烈。

## 風格與詮釋

### 崇高美學
這幅知名作品展現透納對古典風景畫的堅持，以及他對實驗性技法與現代世界的關注。此畫經常被解讀為對旅行與新興科技力量的讚頌，鐵路象徵科技與自然力量的交會。這些元素共同營造出一種情感張力，呼應了崇高概念中所強調的自然壓倒性力量。速度帶來的震撼感成為生活中一項創新體驗，它能改變我們對自然的情感，而蒸汽機所營造的氣氛也為繪畫帶來突破性的場景表現。然而，透納描繪的並非「大西部鐵路」的寫實風景，而是一種自然與科技力量的寓言式表現。

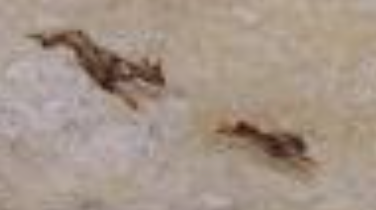
左圖為《阿波羅與達芙妮》中出現的獵犬與野兔

### 野兔意象
畫面右下角描繪了一隻歐洲野兔沿著鐵軌奔跑，可能象徵「速度」本身。 有人認為這是對科技極限的暗喻。 另有觀點認為，這隻動物是在逃避新興機械的驚懼之中奔逃，透納藉此警示科技可能摧毀自然崇高美的風險。 透納視獵犬與野兔為速度的象徵典型：野兔竭力逃避獵犬的追逐。事實上，他過去作品中亦曾運用過這些符號。例如1810年代的《巴特爾修道院：哈羅德隕落的地方》與1837年的《阿波羅與達芙妮》中，均可見野兔被追趕的畫面。雖然當時的野兔速度或許仍勝過由火車頭拖行開放式客車的「大西部鐵路」列車，但在《雨、蒸氣與速度》這幅畫中，現代觀眾可能會感受到野兔隨時會被壓毀的威脅。
有學者推測，透納刻意讓畫中列車模糊不清，避免觀者辨識其型號，並藉動物追逐的主題創造張力。當時「大西部鐵路」旗下的高速客車「Firefly型蒸汽機車」之一即名為「灰獵犬號（Greyhound）」，但此型列車通常不會用來拖運畫中所見的行李車。

### 相似作品
部分學者將本畫與《勇莽號戰艦》相提並論，認為兩者皆表現出從過去邁向未來的主題，列車象徵新時代高速行進。 此外，兩幅作品皆呈現科技與靜謐自然風光間的對比。 另有詮釋指出，畫面左側描繪的第二座石橋，對應於透納1814年《Apullia and Appullus》中的橋梁，兩者主結構皆被安排於畫布邊緣，構圖形式亦有相互呼應之感。

## 外部連結
- 维基共享资源上的相關多媒體資源：Rain, Steam and Speed – The Great Western Railway